# ミサ曲の一覧
ミサ曲の一覧。
レクイエム以外の通常のミサ曲を作曲家別に五十音順に並べた一覧。
現在記事になっている曲、他言語版や知名度からして将来的に記事化される可能性が高い曲などのリスト。
| あ | い | う | え | お |
| か | き | く | け | こ |
| さ | し | す | せ | そ |
| た | ち | つ | て | と |
| な | に | ぬ | ね | の |

| は | ひ | ふ | へ   | ほ   |
| ま | み | む | め   | も   |
| や |    | ゆ |      | よ   |
| ら | り | る | れ   | ろ   |
| わ | を | ん | 関連 | 関連 |

## 曖昧さ回避
- ミサ曲ハ長調
- ミサ曲ハ短調

## あ行

### お
- 少年少女（女声）のためのミサ曲第3番「天使の詩」 (荻久保和明)

## か行

### く
- 聖セシリア荘厳ミサ曲 (グノー)

## さ行

### し
- ドイツ・ミサ曲 (シューベルト)
- ミサ曲第1番 (シューベルト)
- ミサ曲第2番 (シューベルト)
- ミサ曲第3番 (シューベルト)
- ミサ曲第4番 (シューベルト)
- ミサ曲第5番 (シューベルト)
- ミサ曲第6番 (シューベルト)
- ミサ曲 (シューマン)

### す
- ミサ曲 (ストラヴィンスキー)

## た行

### た
- 典礼聖歌 (髙田三郎)

### て
- 人生のミサ (ディーリアス)

### と
- ミサ曲 ニ長調 (ドヴォルザーク)

## は行

### は
- 小オルガン・ミサ (ハイドン)
- 戦時のミサ (ハイドン)
- 大オルガン・ミサ (ハイドン)
- チェチリア・ミサ (ハイドン)
- テレジア・ミサ (ハイドン)
- 天地創造ミサ (ハイドン)
- ニコライ・ミサ (ハイドン)
- ネルソン・ミサ (ハイドン)
- ハイリッヒ・ミサ (ハイドン)
- ハルモニー・ミサ (ハイドン)
- マリアツェル・ミサ (ハイドン)
- ミサ・ブレヴィス (ハイドン)
- ミサ曲 ロ短調 (バッハ)
- 教皇マルチェルスのミサ曲 (パレストリーナ)

### ひ
- ミサ曲 (ビーチ)

### ふ
- ミサ曲 (プッチーニ)
- ミサ曲 ト長調 (プーランク)
- ミサ曲第1番 (ブルックナー)
- ミサ曲第2番 (ブルックナー)
- ミサ曲第3番 (ブルックナー)

### へ
- ミサ曲 ハ長調 (ベートーヴェン)
- ミサ・ソレムニス (ベートーヴェン)
- 荘厳ミサ曲 (ベルリオーズ)

## ま行

### ま
- ノートルダム・ミサ曲 (マショー)

### も
- 孤児院ミサ (モーツァルト)
- 雀ミサ (モーツァルト)
- 戴冠ミサ (モーツァルト)
- 大ミサ曲 (モーツァルト)
- モーツァルトのミサ曲

## や行

### や
- グラゴル・ミサ (ヤナーチェク)

## ら行

### ら
- 幸いなる心の貧しき者へのミサ (ラング)
- グローリア・ミサ (ロッシーニ)